# Campionati europei di pugilato dilettanti maschili 2015
I Campionati europei di pugilato dilettanti maschili 2015 si sono svolti a Samokov, in Bulgaria, dal 7 al 15 agosto 2015. È stata la 41ª edizione della competizione biennale organizzata dall'organismo di governo europeo del pugilato dilettantistico, EUBC.

## Calendario
La tabella sottostante riporta il calendario delle competizioni.
| Agosto | 7 | 8 | 9 | 10 | 11 | 12 | 13 | 14 | 15 |
| ------ | - | - | - | -- | -- | -- | -- | -- | -- |
|        | C |   |   |    |    | QF |    | SF | F  |

|  | Cerimonia di apertura |  | Preliminari, quarti, semifinali |  | FINALI |

## Risultati
| Categoria                   | Oro                 | Argento               | Bronzo                                                |
| Pesi minimosca (kg 49)      | Vasilii Egorov      | Harvey Horn           | Tinko Rosenov Banabakov Rufat Huseynov                |
| Pesi mosca (kg 52)          | Daniel Panev Asenov | Muhammad Ali          | Nandor Csoka Jose Kelvin de la Nieve Linares          |
| Pesi gallo (kg 56)          | Michael John Conlan | Qais Ashfaq           | Francesco Maietta Aram Avagyan                        |
| Pesi leggeri (kg 60)        | Joseph Cordina      | Otar Eranosyan        | Enrico Lacruz Elian Veselinov Dimitrov                |
| Pesi superleggeri (kg 64)   | Vitaly Dunaytsev    | Pat McCormack         | Dean William Walsh Evaldas Pereauskas                 |
| Pesi welter (kg 69)         | Eimantas Stanionis  | Pavel Kastramin       | Youba Sissokho Ndiaye Clarence Ibrahim Goyeram Bojang |
| Pesi medi (kg 75)           | Petr Khamukov       | Tomasz Jablonski      | Kvachatadze Zaal Salvatore Cavallaro                  |
| Pesi mediomassimi (kg 81)   | Joseph Ward         | Peter Mullenberg      | Hrvoje Sep Joshua Buatsi                              |
| Pesi massimi (kg 91)        | Evgeny Tishchenko   | Igor Pawel Jakubowski | Tervel Venkov Pulev Nikolajs Grisunins                |
| Pesi supermassimi (kg 91 +) | Filip Hrgović       | Florian Schulz        | Mihai Nistor Petar Rumenov Belberov                   |

## Medagliere
| Pos.   | Paese       | Oro | Argento | Bronzo | Totale |
| ------ | ----------- | --- | ------- | ------ | ------ |
| 1      | Russia      | 4   | 0       | 0      | 4      |
| 2      | Irlanda     | 2   | 0       | 1      | 3      |
| 3      | Regno Unito | 1   | 4       | 1      | 6      |
| 4      | Bulgaria    | 1   | 0       | 4      | 5      |
| 5      | Croazia     | 1   | 0       | 1      | 2      |
| 5      | Lituania    | 1   | 0       | 1      | 2      |
| 7      | Polonia     | 0   | 2       | 0      | 2      |
| 8      | Georgia     | 0   | 1       | 1      | 2      |
| 8      | Paesi Bassi | 0   | 1       | 1      | 2      |
| 10     | Bielorussia | 0   | 1       | 0      | 1      |
| 10     | Germania    | 0   | 1       | 0      | 1      |
| 13     | Spagna      | 0   | 0       | 2      | 2      |
| 13     | Italia      | 0   | 0       | 2      | 2      |
| 14     | Armenia     | 0   | 0       | 1      | 1      |
| 14     | Azerbaigian | 0   | 0       | 1      | 1      |
| 14     | Ungheria    | 0   | 0       | 1      | 1      |
| 14     | Lettonia    | 0   | 0       | 1      | 1      |
| 14     | Romania     | 0   | 0       | 1      | 1      |
| 14     | Svezia      | 0   | 0       | 1      | 1      |
| Totale | Totale      | 10  | 10      | 20     | 40     |